# Pegomya glabroides
Pegomya glabroides este o specie de muște din genul Pegomya, familia Anthomyiidae, descrisă de Verner Michelsen în anul 2008. Conform Catalogue of Life specia Pegomya glabroides nu are subspecii cunoscute.